# Objętość dystrybucji
Objętość dystrybucji – parametr farmakokinetyczny charakteryzujący dystrybucję leku w organizmie. Definiuje się ją jako hipotetyczną objętość płynów ustrojowych, w której lek, po równomiernym rozmieszczeniu, osiągałby takie samo stężenie jak we krwi.
Matematycznie, objętość dystrybucji (Vd) stanowi współczynnik proporcjonalności pomiędzy wchłoniętą ilością leku w organizmie (A) a jego stężeniem obserwowanym w tym samym czasie we krwi (C) według równania:
{\displaystyle V_{d}={\frac {A}{C}}}
Wyraża się ją w jednostkach objętości, a ponieważ dla wielu leków przekracza ona wartości odpowiadające objętości płynów ustrojowych, określana jest także jako tzw. pozorna objętość dystrybucji.
Liczbowa wartość tego parametru daje wyobrażenie o rozmieszczeniu leku w organizmie, tzn.:
- Vd < 7 l (ok. 10% masy ciała): lek ulega dystrybucji jedynie w łożysku naczyniowym;
- Vd = 7÷20 l (ok. 30% masy ciała): lek przenika do przestrzeni pozanaczyniowej i ulega rozmieszczeniu w płynach pozakomórkowych;
- Vd = 20÷40 l (ok. 60% masy ciała): lek ulega rozmieszczeniu w całkowitej wodzie organizmu;
- Vd > 40 l (nawet powyżej 100% masy ciała): lek w znacznym stopniu wiąże się ze strukturami wewnątrzkomórkowymi i kumuluje się w organizmie.